# Phyllogonium fulgens
Phyllogonium fulgens är en bladmossart som beskrevs av Bridel 1827. Phyllogonium fulgens ingår i släktet Phyllogonium och familjen Phyllogoniaceae. Inga underarter finns listade i Catalogue of Life.